# حمرية أليفة الجبال
حمرية أليفة الجبال (الاسم العلمي:Erythrina orophila) هي نوع من النباتات تتبع جنس الحمرية من الفصيلة البقولية.